# Yucuna
Yucuna (Yukuna), pleme ili grupa plemena američkih Indijanaca porodica Arawakan naseljeno na rijeci Mirití Paraná i donjem toku Caquete, približno između 70°31′ i 71°31′ W i 0°45′ i 1° S, unutar područja Comisaría Especial del Amazonas, Kolumbija. Ime Yukuna dano im je od bijelih kolonista prije nekih 200 godina, a nastao je od riječi yuko, u značenju storiteler. Tokom 20. stoljeća Yukune 'adoptiraju', grupu poznatu kao Matapi, pleme navodno istočno-tucanoanskog jezičnog porijekla čije je stanište bilo na gornjem toku rijeka Yapiya i Guacaya. Godine 1989. Yukune broje oko 1,000 duša, a s njima živi i oko 90 Matapija koji su prihvatili njihov jezik. Yukune se sastoje od podgrupa Jeruriwa, Jorumi i Imiké.

## Povijest
Arheološki podaci govore o domorodačku prisutnost u ovi krajevima sve od 5 stoljeća (lonačrija-Yapura). Maloka (maloca) ili komunalna okrugla kuća ključna je oblik bio-socijalne organizacije sve od pred-povijesnih vremena. Oralna povijesti govori o neprekidnim ratovima s plemenima Tucano naseljenih sjeverno i sjeverozapadno od njih i plemenima Huitoto i Miranha s jugozapada. Invazijom Portugalaca kroz 16. i 17. stoljeće domorodačko stanovništvo odvođeno je na kolonijalne plantaže u područje Rio Negra. Sličnu politiku provest će i Španjolci u 17. stoljeću, kao i tokom 19. stoljeća u periodu velike potražnje za gumom, kada će kolumbijski, peruanski i britanski trgovci tjerat indijansko stanovništvo da sakupljaju za njih gumu (kaučuk) odvodeći ih u posebne kampove blizu kolumbijsko-peruanske granice. Plemena kao što su Andoke, Bora, Miranha i Carijona, putom ovih kampova doći će u kontakt s Yucuna Indijancima tokom kojeg će doći do interkulturnih posudbi. U dvadesetom stoljeću dolazi do još žešće najezde bijelaca u zemlju Yucuna, a u potrazi su za drvetom, ribom, gumom i zlatom ali i raznih kriminalnih skupina, posebno trgovaca kokainom. Ova invazija natjerat će Yucune da se počnu povlačiti prema mestičkom središtu La Pedrera ili u grad Leticia.

## Etnogarfija
Kuće: maloka
Većina Yukuna živi po raštrkanim selima duž glavnih rijeka, kao po velikim malokama, tako i po jedno-obiteljskim kućama izgrađenim na drvenim stubovima zabijenim u tlo. Maloka ima okruglu bazu, u dijametru 16-20 metara, polučunjastog krova oko 20 metara visokog i s dva triangularna otvora, jedan na istočnom apeksu i drugi na zapadnom apeksu krova. Unutrašnjost maloke nema pregradnih zidova ali je prostor simbolički određen. Na zapadu je mjesto za poglavicu, za šamana na jugu, neoženjeni muškarci na istoku od glavnih vrata i u zaleđu žene. Središte maloke rezervirano je za ritualne aktivnosti. Oko svake malokenalaze se vrtovi, te ribarski i lovački teritoriji. Nova maloka gradi se svake dekade unutar njenog tradicionalnog teritorija. Na početku 20 stoljeća oko 200 ljudi živi pod jednim krovom maloke. Današnje maloke znatno su manje. Naseljena je jedna proširena obitelj s ocem i oženjenim sinovima.
Privreda i trgovina
Yukune tradicionalno žive od hortikulture, sistem posijeci-i-spali, te lova, ribolova i sakupljanja. Tijekom suhe sezone od studenog do veljače hrane se kultivirani proizvodima i odlaze u ribolov i lov na pekarija, majmune, tapira, kapibare (kapivare). U sezoni kiša od trećeg do 10. mjeseca ima u obilju šumskog voća i ide se u lov u poplavljenu šumu. Sve se radi uz prethodnu šamanovu konzultaciju. Svaka žena ima 3 do 4 chagras (vrta) s raznim kulturama koji se napuštaju nakon dvije godine. Oko svake maloke postoje i vrtovi gdje Indijanci sade razno voće. 
Ženski je posao i proizvodnja brašna od manioke koje prodaju lokalnim trgovcima kako bi mogle kupiti odjeću, šećer, sol, šivaću mašinu ili hamak (viseći krevet). Muškarci prodaju drvene daske i i sušeno i soljeno meso misijskim školama i lokalnim trgovcima u La Pedreri, et kupuju sebi puške, odjeću i udice ili alkoholne proizvode.
Yukuna-žena sama proizvodi svoju lončariju koju koristi u dnevnoj upotrebi: velike tacne i glinene posude ojačane s carraipe (drvenom korom), različitih tipova. Muškarci pletu košare i izrađuju od drveta vesla i kanue.
Organizacija
Yukune su patrilinearni a njihov sistem srodstva je dravidskog tipa, koji je kao sedmi (1964) otkrio Floyd Lounsbury.
Yukune su ženidbeni saveznici s plemenima Tanimuka i Matapi. Organizacija Yukuna je na dvije polovice (dualna organizacija), koje predstavljaju Seniori s gornje Miriti i Juniori niže niz rijeku. Do ženidbe može doći među partnerima sličnog ranga, a poglavica ili starješina maloke pripadnik Seniora.

## Vanjske poveznice
- Corpus yucuna / Yucuna Corpus  Arhivirana inačica izvorne stranice od 30. kolovoza 2007. (Wayback Machine)
- Yucuna  Arhivirana inačica izvorne stranice od 7. lipnja 2007. (Wayback Machine)